# Aeroportul Kampot
Aeroportul Kampot (IATA: KMT) este un aeroport din Kampot Province⁠(d), Cambodgia ce deservește zona Kampot. A fost numit după zona deservită.
Situat la o altitudine de 5 m, aeroportul dispune de o singură pistă.